# Invencible (álbum de Yuri)
Invencible es el nombre del vigésimo sexto álbum de estudio de la cantante mexicana Yuri,  y bajo el sello "Warner Music México", siendo la quinta producción que realiza con esta casa discográfica. Luego de sus dos producciones anteriores donde interpretó de manera majestuosa canciones del festival OTI, y con los cuales logró éxitos en venta logrando discos de oro y platino, Yuri decide lanzar como próxima producción un disco totalmente inédito; y así fue como Invencible se empezó a planear a finales del 2013, cuando Yuri cambia de mánager y se une la prestigiosa firma Westwood Entertainment, la cual maneja en su mayoría a artistas jóvenes; y al incluirse Yuri a sus filas, su carrera toma otro rumbo en donde sin duda alguna su popularidad aumentó.
Para este álbum, Yuri se metió a talleres de composición con artistas jóvenes y que actualmente están teniendo mucho éxito, como lo son: Mónica Vélez, Ettore Grencci, Julio Ramírez, Jesse & Joy, Leonel García, Noel Shajaris, Mario Domm, entre muchos otros, en donde las canciones que compuso con ellos, en su mayoría fueron incluidas en este disco.
En este nuevo material, cuyos cuatro primeros sencillos “Invencible”, “Duele”, “Ahora” y "Al bailar", ya se han colocado en el gusto del público, ocupando -cada uno de ellos- importantes puestos en los chárteres nacionales e internacionales, Yuri decidió manejar un contenido que revelará su personalidad luchadora y perseverante, además de su espíritu innovador, en el que dejó de lado los sonidos ochenteros dando a paso a nuevos matices de su voz.  A finales de 2015 lanza como sencillo el tema "Presa" causando controversia al ser comparado su look en el videoclip con la cantante Katy Perry.
Con este álbum la cantante dio fin al contrato discográfico que mantenía con Warner Music, para firmar de nuevamente con Sony Music.

## Lista de canciones
| Pista | Título                                    | Autor(es)                                                                                        | Duración |
| ----- | ----------------------------------------- | ------------------------------------------------------------------------------------------------ | -------- |
| 01    | Déjame Volar                              | Yuri / Julio Ramírez / Poncho Arocha                                                             | 3:48     |
| 02    | Sola                                      | Olga Tañón / Samo                                                                                | 3:17     |
| 03    | Duele (Feat. Reik)                        | Julio Ramírez / Poncho Arocha / Roberto Valdez / Jass                                            | 3:50     |
| 04    | Al Bailar (Feat. Yandel)                  | Armando Ávila / Michkin Boyzo / Cristian Ramos / Llandel Veguilla Malave / Marcos "Tainy" Massis | 4:15     |
| 05    | Con los Ojos Vendados (Feat. Jesse & Joy) | Yuri / Joy Huerta / Jesse Huerta                                                                 | 4:15     |
| 06    | Invencible                                | Yuri / Ettore Grenci / Mónica Vélez                                                              | 4:11     |
| 07    | A Escondidas                              | Yuri /Manu Moreno / Mónica Vélez                                                                 | 3:23     |
| 08    | Hoy Te Vi (Feat. El Cata)                 | Betina Herrera / Alejandro Abaroa                                                                | 3:09     |
| 09    | Ahora                                     | Rafael Esparza-Ruiz / Abril Luna                                                                 | 3:57     |
| 10    | Nadie es de Nadie                         | José Luis Roma                                                                                   | 3:48     |
| 11    | Presa                                     | Mike Navarro / Efraín Cedeño                                                                     | 3:44     |

(C) MMX. Warner Music México. S.A. de C.V.